# Bysjön (Torsåkers socken, Gästrikland)
Bysjön är en sjö i Hofors kommun i Gästrikland och ingår i Gavleåns huvudavrinningsområde. Sjön har en area på 0,118 kvadratkilometer och ligger 85,9 meter över havet. Sjön avvattnas av vattendraget Getån (Stamsån).

## Delavrinningsområde
Bysjön ingår i det delavrinningsområde (670350-153590) som SMHI kallar för Utloppet av Bysjön. Medelhöjden är 130 meter över havet och ytan är 4,83 kvadratkilometer. Räknas de 20 avrinningsområdena uppströms in blir den ackumulerade arean 79,87 kvadratkilometer. Getån (Stamsån) som avvattnar avrinningsområdet har biflödesordning 3, vilket innebär att vattnet flödar genom totalt 3 vattendrag innan det når havet efter 72 kilometer. Avrinningsområdet består mestadels av skog (65 procent) och jordbruk (17 procent). Avrinningsområdet har 0,12 kvadratkilometer vattenytor vilket ger det en sjöprocent på 2,4 procent.